# Nyelőcsőrák
Nyelőcsőrák, vagy oesophagus carcinoma alatt az oesophagus (nyelőcső) malignus daganatát értjük. A betegségnek több változata is létezik, amelyek közül a laphámrák és az adenokarcinóma messze a leggyakoribb. A laphámrák (squamozus) rák a nyelőcső felső részéből kiinduló elváltozás, míg az adenokarcinóma a gyomor-nyelőcső junkciónál (átmenetnél) lévő mirigysejtekből kiinduló malignus sejtburjánzás.  A nyelőcsőrákok vezető tünete a dysphagia (nyelési nehezítettség) és a fájdalom. A betegséget rendszerint biopsziával igazolják. Az apró és jól körülírt elváltozásokat sebészi beavatkozással kezelik, míg a nagyobb tumorok inoperábilisnek bizonyulnak, ennél fogva nem is gyógyíthatóak. Növekedésük azonban kemo illetve sugárterápiával korlátozható. Egyes esetekben az előbb említett beavatkozásoknak köszönhetően a rák operálhatóvá válhat. A betegség nem jó prognózisú.

## Jelek és tünetek
A legtöbb betegben az elsőként jelentkező tünet a nehezített nyelés (dysphagia). A nyelést fájdalom is kísérheti (odynophagia). A folyékony illetve puha tápanyagok fogyasztása kisebb fájdalmat okoz, míg a szilárd tápanyag hevesebb fájdalmat indukál. A nyelésre jelentkező fájdalom csökkent táplálékfelvételt eredményez (malnutríció) minek köszönhetően a páciensek többsége lefogy. A nyelést gyakran égető jellegű fájdalom kíséri.
A tumor gátolhatja a nyelőcső perisztaltikus mozgását. Ennek eredményeként a bevitt táplálék regurgitációja, hányinger és hányás léphet fel. A pulmonáris aspiráció (az élelmiszer a tüdőbe, a légutakba kerül) rizikója fokozódik. Mivel a daganat felszíne mechanikai behatásokra érzékeny lehet, a tumor ruptúrája intenzív vérzést, vérhányást (hematemesis) okozhat. Súlyos esetben a beteg a vérzésbe bele is halhat. A tumor méreténél fogva komprimálhatja a környező struktúrákat változatos tüneteket okozva (felső légutak elzáródása, vena cava superior szindróma). A rák erodálhatja a környező struktúrákat, ezzel fisztulát képezve a nyelőcső és a légcső (trachea) között (aspiráció és tüdőgyulladás veszélye fokozott).
Amennyiben a daganat máj metasztázist ad, (áttét) akkor a jelentkező tünetek: icterus (sárgaság), ascites (hasvízkór).

## Rizikófaktorok és kiváltó okok

### Fokozott kockázati tényezők

A Barrett esophagus feltételezhetően fokozza a nyelőcsőrák kialakulásának kockázatát

Több tényező is elősegítheti a nyelőcsőrák kialakulását, mint például:
- Kor. A legtöbb beteg 60 év feletti, átlagosan 67 évesek.[2]
- Nem. A legtöbb beteg férfi.
- Családi anamnézis. Gyakoribb olyan betegekben, akiknek rokonságában már diagnosztizáltak valamilyen rákot.
- Dohányzás és alkoholizálás. A kettő együtt sokszorosítja a rák kialakulásának esélyét.
- Barrett-nyelőcső
- GERD[3]
- Humán papillomavírus[4]
- Nitrózaminok
- A nyak és a fej daganatai
- Plummer-Vinson szindróma
- Howel-Evans szindróma
- Sugárterápiás kezelés[2]
- Túlsúly[5]
- Forró italok fogyasztása
- Alkoholfogyasztás[6]

### Alacsony fokú kockázati tényezők
- Aszpirint vagy NSAID-okat szedő betegek.[7]
- Helicobacter pylori infekció.[8] Vitatott. Krónikus gasztritiszt (gyomorgyulladást) és GERD-et okoz, ami Barett oesophagust eredményezhet.
- Heti egy alkalomnál több pizza fogyasztás.[9] Erős vitákat váltott ki.

A kávé- és teafogyasztás és a nyelőcsőrák kapcsolata nem egyértelmű. A mérsékelt kávéfogyasztás egyes vizsgálatokban megelőző hatásúnak bizonyult, ám ezt nem minden tanulmány támasztotta alá.

## Diagnosztika

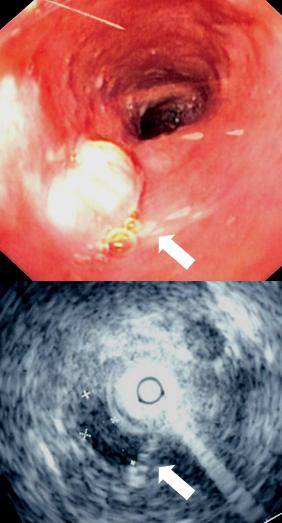
Az endoszkópos és ultrahangos képen tisztán kivehető a nyelőcső középső részén elhelyezkedő szubmukózus daganatos elváltozás.

Habár a térszűkítő, elzáródást okozó daganatok észrevehetőek kontrasztanyagos (Bárium reggeli) röntgenvizsgálatot követően, a legbiztosabb módszer az endoszkópos vizsgálat. A biopszia által vett mintából a szövettan azonosíthatja a malignus elváltozásokat.
A mellkason, hason vagy a medencén elvégzett CT vizsgálattal kimutathatóak az esetleges áttétek.  A vizsgálat egyedüli hátránya, hogy az 1 cm-nél kisebb elváltozásokat a műszer nem érzékeli. PET (pozitron emisszíós tomográf) révén lehetségessé vált a szövetek anyagcseréjének vizsgálata, így lehetőség nyílt arra, hogy megállapítsák, a felfedezett elváltozás daganatos sejtburjánzás-e.

### Szövettan
A nyelőcső daganatos elváltozásai malignusak, (rosszindulatú) mindössze 5%-uk benignus (jóindulatú).  A jóindulatú daganatok 10%-a leiomióma (a simaizom daganata), míg a fennmaradóak strómasejtes neopláziák.

## Klasszifikáció
A nyelőcső daganatos elváltozásai karcinómák, amelyek a lumen felőli legfelső hámrétegből, az epithel-ből indulnak növekedésnek. A laphámból kiinduló rákok hasonlítanak a fej és a nyak daganataihoz és megjelenésük dohányzáshoz illetve alkoholfogyasztáshoz társítható. Ezzel szemben az adenokarcinómák GERD vagy Barett oesophagus talaján fejlődnek ki.

## Kezelés

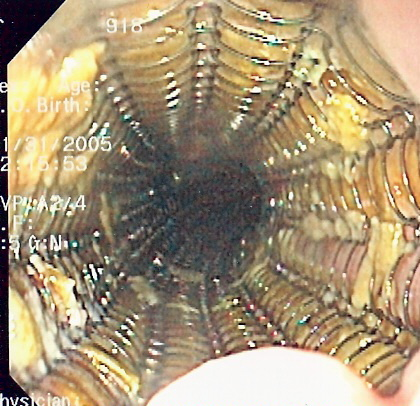
Öntáguló stent a nyelőcsőben. Amennyiben a sebészi kezelés nem megvalósítható, a palliatív terápia jön szóba.

### Általános megközelítési elvek
Az alkalmazott kezelés jellégét a szövettani diagnózis, a daganat stádiuma, a páciens fizikai állapota, továbbá az esetleg fennálló egyéb betegségek határozzák meg.
Amennyiben a beteg képtelen a nyelésre általában stentet (öntáguló fémháló) ültetnek be, amely merevségénél fogva nyitva tartja a nyelőcsövet, továbbá az esetleges fisztulákat is elzárhatja (megakadályozandó az ételnek a légutakba való jutását). Szükség esetén a táplálást nazogasztrikus szonda bevezetésével oldják meg.

### A tumor kezelése
Sebészi beavatkozás kizárólag jól körülírt, lokalizált elváltozás esetén lehetséges (a betegek 20-30%-a). Amennyiben a daganat jól körülírt, de nagy mérete miatt a műtét nem lehetséges, sugár illetve kemoterápia révén a tumor mérete operálható méretűre zsugorítható az esetek egy részében. A műtét során eltávolított nyelőcsőszakaszt pótolhatják a vastagbélből, illetve magának a gyomornak egy részét is „felhúzhatják” és beszájaztathatják.
Amennyiben a daganat nem operálható, a palliatív terápiás kezelés részeként STENT-et ültetnek be, hogy biztosítsák a táplálék lejutását a gyomorba. Újabban lézeres beavatkozás segítségével is biztosítható a megfelelő átmérő.
A kemoterápia –akárcsak a legtöbb daganat esetében- a szövettani eredménytől függ. A legelterjedtebb vegyületek a következők: cisplatin, fluorouracil, epirubicin.
Sugárterápiát alkalmazhatnak a sebészi és/vagy kemoterápiás kezelés helyett, előtt, közben vagy után is.

## Prognózis
A betegség rossz prognózisú. A beavatkozást követően a betegek kevesebb mint 5%-a él 5 évnél tovább (átlagos adat). A túlélési esélyeket a daganat diagnóziskori stádiuma határozza meg. Amennyiben a daganat kizárólag a mukózára (latinul: mucosa, a nyálkahártya legfelső rétege) lokalizált az 5 éves túlélés esélye 80%. Amennyiben a rák a szubmukózára (latinul: submucosa, azaz a mucosa alatti réteg) is ráterjedt, az 5 éves túlélés esélye kevesebb, mint 50%. Ha az elváltozás a nyelőcső izomrétegét is elérte, akkor az érték 20%-ra, illetve 7%-ra változik, amennyiben a betegség az oesophagust övező képleteket is beszűrte. Távoli áttétes betegek esetében az 5 éves túlélési esély értéke: kevesebb, mint 3%.
| Stádium | 5 éves túlélés esélye %-ban |
| ------- | --------------------------- |
| 0       | 95%                         |
| I       | 50-80%                      |
| IIA     | 30-40%                      |
| IIB     | 10-30%                      |
| III     | 10-15%                      |
| IVA     | <5%                         |
| IVB     | <1%                         |

## Epidemiológia
A nyelőcsőrák viszonylag ritka daganatos elváltozás. Ennek ellenére bizonyos országokban, mint például Kína, Izland, India, Japán és az Egyesült Királyság, gyakrabban fordul elő.
Az elváltozás incidenciája és mortalitása nagyobb a nem kaukázusi népcsoportok körében.

## Külső hivatkozások
- hpv-centrum - Gégerák orális szex útján - hpv
- NCI Esophageal Cancer Home Page Archiválva 2002. december 30-i dátummal a Wayback Machine-ben
- MedlinePlus: Esophageal Cancer
- Esophageal Cancer Archiválva 2009. július 12-i dátummal a Wayback Machine-ben From Cancer Management: A Multidisciplinary Approach Archiválva 2009. május 15-i dátummal a Wayback Machine-ben
- Learn More about Esophageal Cancer
- Oesophageal Cancer at Cancer Research UK
- Oesophageal Cancer Facts/ Resources (BBC) (Last updated: 30 January 2004)